# Stockard Channing
Stockard Channing (kunstnernavn for Susan Antonia Williams Stockard, født 13. februar 1944) er en amerikansk skuespiller, der især er kendt fra rollen som Rizzo i Grease.

## Baggrund
Hun er født i New York City og gennemførte en universitetsuddannelse i historie og litteratur fra Radcliffe College, inden hun besluttede sig for at satse på en skuespillerkarriere.
I sit privatliv har Stockard Channing været gift og skilt fire gange, men har siden 1988 boet papirløst med en filmfotograf. Efternavnet Channing stammer fra det første ægteskab. Hun har ingen børn.

## Karriere
Som for de fleste andre skuespillere startede Stockard Channings karriere i tv-serier, inden hun fik sin første hovedrolle på film i Ta' livet af kællingen i 1975, hvor hun spillede sammen med Jack Nicholson og Warren Beatty. Et par år senere fik hun rollen som den seje leder af pigegruppen "The Pink Ladies", Betty Rizzo, selv om hun egentlig var en del for gammel til rollen. Hun var 34 år og spillede en pige på omkring 18 år, men med filmen som helhed fik også Channing stor succes i den vigtige birolle. Der fulgte andre større roller, og i de følgende år fik hun hovedrollen i to sitcoms, der dog ikke blev større successer.
Stockard Channings karriere har i de seneste mange år primært budt på biroller, men hun er kendt for at give gode præstationer i sine roller. Hun har sideløbende haft flere teateroptrædener, og også i den forbindelse har hun haft godt succes med flere Tony-nomineringer til følge.

## Filmografi
Stockard Channing har medvirket i en lang række film og tv-produktioner, ofte i biroller. De følgende er et udsnit af filmene:
- Ta' livet af kællingen (1975)
- Sweet Revenge (1976)
- The Big Bus (1976)
- A Different Approach (1978)
- Grease (1978)
- Mens vi taler om mord (1978)
- Knald i karburatoren (1982)
- Without a Trace (1983)
- Til ægteskabet os skiller (1986)
- Blind hævn (1988)
- Som brødre (1989)
- Married to It (1991)
- En ukendt ven (1993)
- Smoke (1995)
- Moll Flanders (1996)
- Ekskonernes klub (1996)
- Tid til kærlighed (1996)
- Sandhedens time (1998)
- Other Voices (2000)
- Hvor hjertet er (2000)
- The Business of Strangers (2001)
- Behind the Red Door (2002)
- Livet tur-retur (2002)
- Bright Young Things (2003)
- Den franske affære (2003)
- 3 Needles (2005)
- Hunde-elsker søges (2005)

## Priser
Stockard Channing har vundet flere priser og været nomineret til adskillige priser. De vigtigste er:
- 1979: Vundet prisen som bedste kvindelige birolleskuespiller i "People's Choice Award".
- 1986: Nomineret til en Tony for bedste kvindelige teaterbirolle.
- 1994: Nomineret til en Oscar for bedste kvindelige hovedrolle i En ukendt ven.
- 1999: Nomineret til en Tony for bedste kvindelige teaterhovedrolle.
- 2002: Vundet en Emmy for bedste birolle i to forskellige tv-produktioner.